# Ashes Tour 2021/22
Die Ashes Tour 2021/22 war die Tour der englischen Cricket-Nationalmannschaft, die die 72. Austragung der Ashes beinhaltete, und fand zwischen dem 8. Dezember 2021 und 16. Januar 2022 in Australien statt. Die Ashes Series 2021/22 selbst wurde in Form von fünf Testspielen zwischen Australien und England ausgetragen und war Bestandteil der internationalen Cricket-Saison 2021/22 und der ICC World Test Championship 2021–2023. Australien gewann die Serie 4–0.

## Vorgeschichte
Beide Mannschaften spielten zuvor beim ICC Men’s T20 World Cup 2021, bei dem Australien gewinnen konnte und England im Halbfinale ausschied. Das letzte Aufeinandertreffen der beiden Mannschaften bei einer Tour fand in der Saison 2020 in England statt.

## Stadien
Die folgenden Stadien wurden für die Tour als Austragungsort vorgesehen und am 18. Mai 2021 festgelegt.
| Stadt     | Stadion                  | Kapazität | Spiele  |
| --------- | ------------------------ | --------- | ------- |
| Adelaide  | Adelaide Oval            | 53.583    | 2. Test |
| Brisbane  | The Gabba                | 42.000    | 1. Test |
| Melbourne | Melbourne Cricket Ground | 100.024   | 3. Test |
| Perth     | Perth Stadium            | 60.000    | 5. Test |
| Sydney    | Sydney Cricket Ground    | 48.000    | 4. Test |

## Kaderlisten
England benannte seinen Kader am 10. Oktober 2021.
Australien benannte seinen Kader am 17. November 2021. Ursprünglich sollte Tim Paine das Team anführen, der jedoch nach dem Bekanntwerden eines Skandals um explizite Textnachrichten an eine Mitarbeiterin zurücktrat. An seiner Stelle übernahm Pat Cummins die Rolle des Kapitäns.
| Test | Test |
| Australien | England |
| --- | --- |
| - Pat Cummins (K) - Steve Smith (VK) - Scott Boland - Alex Carey (wk) - Cameron Green - Marcus Harris - Josh Hazlewood - Travis Head - Josh Inglis (wk) - Usman Khawaja - Marnus Labuschagne - Nathan Lyon - Nic Maddison - Michael Neser - Jhye Richardson - Mitchell Starc - Mitchell Swepson - David Warner | - Joe Root (K) - Jos Buttler (VK, wk) - Ben Stokes (VK) - James Anderson - Jonny Bairstow - Dom Bess - Sam Billings (wk) - Stuart Broad - Rory Burns - Zak Crawley - Haseeb Hameed - Dan Lawrence - Jack Leach - Dawid Malan - Craig Overton - Ollie Pope - Ollie Robinson - Chris Woakes - Mark Wood |

## Tour Matches
| 23. – 25. November Scorecard | Brisbane (PGO) | England 98-0 (29) | – | England Lions |
|                              |                | Remis             |   |               |

| 30. November – 3. Dezember Scorecard | Brisbane (IHO) | England Lions 226-4 (78) | – | England |
|                                      |                | Remis                    |   |         |

| 9. – 12. Dezember Scorecard | Brisbane (IHO) | Australia A 213 (70.5) & 349-4d (87) | – | England Lions 103 (43.3) & 347 (128.2) |
|                             |                | Australia A gewinnt mit 112 Runs     |   |                                        |

## Tests

### Erster Test in Brisbane
| 8. – 12. Dezember Scorecard | Brisbane | England 147 (50.1) & 297 (103)   | – | Australien 425 (104.3) & 20-1 (5.1) |
|                             |          | Australien gewinnt mit 9 Wickets |   |                                     |

England gewann den Münzwurf und entschied sich als Schlagmannschaft zu beginnen. England verlor mit dem ersten Ball das Wicket von Rory Burns und auch weitere Wickets seiner Nachfolger fielen früh. Sein Eröffnungs-Partner Haseeb Hameed fand dann Ollie Pope so eine Partnerschaft aufbauen, schied aber nach 25 Runs aus. Ihm folgte Jos Buttler, der mit 39 Runs der beste Batter der englischen Mannschaft war. Als dieser sein Wicket verlor, folgte kurz darauf Pope nach 35 Runs und von den verbliebenen Battern konnte lediglich Chris Woakes mit 21 Runs noch eine zweistellige Run-Zahl erreichen. Als dieser sein Wicket verlor, war das Innings beendet und es setzten Regenfälle ein, so dass Australien nicht mehr an den Schlag musste an diesem Tag. Bester Bowler für Australien war Pat Cummins mit 5 Wickets für 38 Runs. Für Australien fand Eröffnungs-Batter David Warner eine Partnerschaft mit dem dritten Schlagmann Marnus Labuschagne. Zusammen erzielten sie 156 Runs, bevor Labuschagne nach 74 Runs ausschied. Der nächste Spieler, der sich etablieren konnte, war Travis Head, jedoch verlor Warner schon früh in dieser Partnerschaft sein Wicket nach 94 Runs. Head dominierte fortan das Innings und der Tag endete beim Stand von 343/7. Am dritten Tag konnte von den Partnern von Head lediglich Mitchell Starc mit 35 Runs herausstechen. Als Head das letzte Wicket des Innings nach 152 Runs aus 148 Bällen verlor, hatte Australien einen Vorsprung von 278 Runs. Bester Bowler für England waren mit jeweils 3 Wickets Ollie Robinson für 58 Runs und Mark Wood für 85 Runs. Für England konnte Haseeb Hameed 27 Runs erzielen, bevor Dawid Malan und Kapitän Joe Root eine Partnerschaft aufbauten. Diese reichte bis zum Ende des Tages, der bei einem Stand von 220/2 erreicht wurde. Am vierten Tag verloren nach kurzer Zeit zunächst Malan nach 82 Runs und bald darauf Root nach 89 Runs ihre Wickets, nachdem sie eine Partnerschaft über 162 Runs erzielten. Von den verbliebenen Battern war Jos Buttler mit 23 Runs der erfolgreichste, und so konnte England zwar den Rückstand ausgleichen, stellte jedoch an Australien nur eine Vorgabe von 20 Runs. Bester Bowler für Australien war Nathan Lyon mit 4 Wickets für 91 Runs, der dabei sein 400. Karriere-Test-Wicket erzielte. Die Vorgabe konnte Australien im sechsten Over erreichen, nachdem Alex Carey und Marcus Harris jeweils 9 Runs erzielten. Als Spieler des Spiels wurde Travis Head ausgezeichnet.

### Zweiter Test in Adelaide
| 16. – 20. Dezember Scorecard | Adelaide | Australien 473-9d (150.4) & 230-9d (61) | – | England 236 (84.1) & 192 (113.1) |
|                              |          | Australien gewinnt mit 275 Runs         |   |                                  |

Australien gewann den Münzwurf und entschied sich als Schlagmannschaft zu beginnen. Nach dem Verlust eines frühen Wickets konnte sich Eröffnungs-Batter David Warner zusammen mit Marnus Labuschagne etablieren. Zusammen erzielten sie eine Partnerschaft über 172 Runs, bevor Warner nach einem Fifty über 95 Runs ausschied. Ihm folgte Kapitän Steve Smith, wobei der Tag beim Stand von 221/2 endete. Am zweiten Tag verlor zunächst Labuschagne nach einem Century über 103 Runs aus 305 Bällen sein Wicket. Smith verlor zunächst weitere Partner recht früh, bevor Alex Carey sich an seiner Seite etablierte. Smith verlor nach einem Half Century über 93 Runs sein Wicket und kurz darauf tat dieses auch Carey nach 51 Runs. Ihnen folgte Mitchell Starc und Michael Neser. Neser schied nach 35 Runs aus, während Starc nach einer Deklaration nach dem neunten verlorenen Wicket 39* Runs aufzuweisen hatte. Bester Bowler für England war Ben Stokes mit 3 Wickets für 113 Runs. England verlor in seiner Antwort früh die Eröffnungs-Schlagmänner und so endete der Tag beim Stand von 17/2. Am dritten Tag konnten sich Dawid Malan und Kapitän Joe Root etablieren. Zusammen erzielten sie eine Partnerschaft über 138 Runs, bevor Root nach einem Fifty über 62 Runs ausschied. Kurz darauf tat dieses auch Malan nach einem Half-Century über 80 Runs. Ihnen folgte Ben Stokes und nach zwei weiteren verlorenen Wickets Chris Woakes. Woakes konnte 24 Runs erzielen, während Stokes 34 Runs beisteuerte. So hatte England seine letzten 8 Wickets für 86 Runs verloren und so einen Rückstand von 215 Runs. Beste Bowler für Australien waren Mitchell Starc mit 4 Wickets für 37 Runs und Nathan Lyon mit 3 Wickets für 58 Runs. Australien verlor früh ein Wicket und so endete der Tag beim Stand von 45/1. Am vierten tag konnte sich Marnus Labuschagne etablieren, der mit Travis Head einen Partner fand. Zusammen erzielten sie 89 Runs, bevor Head nach einem Fifty über 51 Runs ausschied. Ihm folgte Cameron Green nach. Labuschagne verlor ebenfalls nach 51 Runs sein Wicket und Green konnte noch ungeschlagene 33* Runs erzielen, bevor Australien abermals nach dem neunten Wicket deklarierte und England eine Zielvorgabe von 468 Runs stellte. Für England waren die besten Bowler mit jeweils 2 Wickets: Joe Root für 27 Runs, Dawid Malan für 33 Runs und Ollie Robinson für 54 Runs. England verlor früh ein Wicket und Rory Burns schied nach 34 Runs aus, bevor der tag beim Stand von 82/4 endete. Am fünften Tag konnten sich Jos Buttler und Chris Woakes etablieren. Während Woakes nach 44 Runs ausschied, verblieb Buttler lange im Spiel, ohne viele Runs zu erzielen. Letztendlich verlor er sein Wicket nach 26 Runs aus 207 Bällen und so endete das Spiel mit einem Rückstand von 275 Runs. Bester Bowler für Australien war Jhye Richardson mit 5 Wickets für 42 Runs. Als Spieler des Spiels wurde Marnus Labuschagne ausgezeichnet.

### Dritter Test in Melbourne
| 26. – 28. Dezember Scorecard | Melbourne | England 185 (65.1) & 68 (27.4)                   | – | Australien 267 (87.5) |
|                              |           | Australien gewinnt mit einem Innings und 14 Runs |   |                       |

Australien gewann den Münzwurf und entschied sich als Feldmannschaft zu beginnen. England verlor frühzeitig mehrere Wickets, bevor sich Kapitän Joe Root etablieren konnte. Dieser verlor nach einem Half-Century über 50 Runs sein Wicket und ihm folgte Jonny Bairstow der 35 Runs erzielen konnte. Weitere Spieler taten sich schwer viele Runs zu erzielen und so endete das Innings nach 185 Runs. Bester Bowler für Australien waren Pat Cummins und Nathan Lyon mit jeweils 3 Wickets für 36 Runs. Für Australien konnten sich die Eröffnungs-Batter Marcus Harris und David Warner etablieren. Warner schied nach 38 Runs aus, bevor der Tag beim Stand von 61/1 endete. Am zweiten Tag verlor Australien früh mehrere Wickets und so fand Haris erst mit Travis Head einen Partner der mit ihm mit 27 Runs zuarbeitete. Nach dessen Ausscheiden verlor auch Harris kurz darauf nach einem Fifty über 76 Runs sein Wicket. Von den verbliebenen Battern waren es Kapitän Pat Cummins mit 21 Runs und Mitchell Starc mit ungeschlagenen 24* Runs die Australien zu einem Vorsprung von 82 Runs verhalfen. Bester Bowler für England war James Anderson mit 4 Wickets für 33 Runs. England verlor in seiner Antwort früh mehrere Wickets und so endete der Tag beim Stand von 31/4. Am dritten Tag waren es lediglich Joe Root mit 28 Runs und Ben Stokes mit 11 Runs die mehr als zehn Runs erzielen konnten. So fehlten England 14 Runs zum Ausgleich und verlor so mit einer Innings-Niederlage. Beste Bowler für Australien waren Scott Boland mit 6 Wickets für 7 Runs und Mitchell Starc mit 3 Wickets für 29 Runs. Als Spieler des Spiels wurde Scott Boland ausgezeichnet.

### Vierter Test in Sydney
| 5. – 9. Januar Scorecard | Sydney | Australien 416-8d (134) & 265-6d (68.5) | – | England 294 (79.1) & 270-9 (102) |
|                          |        | Remis                                   |   |                                  |

Australien gewann den Münzwurf und entschied sich als Schlagmannschaft zu beginnen. Von den Eröffnungs-Batter erzielte David Warner 30 Runs und wurde durch Marnus Labuschagne ersetzt. Marcus Harris konnte 38 Runs erzielen und kurz darauf verlor auch Labuschagne sein Wicket nach 28 Runs. Ihnen folgte Steve Smith und Usman Khawaja, die zusammen eine Partnerschaft über 115 Runs aufbauten. Während dieser Partnerschaft, endete der Tag der von Regenfällen immer wieder unterbrochen worden war beim Stand von 126/3. Am zweiten Tag schied Smith nach einem Half-Century über 67 Runs aus. Mit Kapitän Pat Cummins fand Khawaja einen weiteren Partner, der nach 24 Runs ausschied. Dieser wurde durch Mitchell Starc ersetzt der zusammen mit Khawaja 67 Runs erzielte, bevor Khawaja nach einem Century über 137 Runs aus 260 Bällen ausschied. Starc endete mit 34* Runs, als Australien das Innings deklarierte. Bester Bowler für England war Stuart Broad mit 5 Wickets für 29 Runs. Bis zum Ende des Tages beim Stand von 13/0 verlor England kein Wicket mehr. Am dritten Tag konnte von den Eröffnungs-Battern Zak Crawley 18 Runs erzielen, und England verlor zahlreiche Wickets bis sich die Partnerschaft von Ben Stokes und Jonny Bairstow fand. Zusammen erzielten sie 128 Runs, bevor Stokes nach einem Fifty über 66 Runs ausschied. Der nächste Partner, den Bairstow fand, war Mark Wood, der 39 Runs erzielte. Daraufhin endete der Tag beim Stand von 258/7. Am vierten Tag verlor Bairstow sein Wicket nach einem Century über 113 Runs aus 158 Bällen. Die verbliebenen Batter konnten den Rückstand auf 120 Runs verkürzen, bevor das letzte Wicket fiel. Bester Bowler für Australien war Scott Boland mit 4 Wickets für 36 Runs. In ihrem zweiten Innings fand Eröffnungs-Batter Marcus Harris zusammen mit dem dritten Schlagmann Marnus Labuschagne zusammen. Harris verlor sein Wicket nach 27 Runs, Labuschagne nach 29. Es folgten Steve Smith und Usman Khawaja, wobei Smith nach 23 Runs ausschied. Khawaja konnte dann mit Cameron Green eine Partnerschaft aufbauen, die über 179 Runs reichte. Green erzielte dabei ein Fifty über 74 Runs, während Khawaja ein Century über 101* Runs aus 138 Bällen erreichen konnte. Kurz nach dem Ausscheiden von Green deklarierte Australien das Innings. Bester englischer Bowler war Jack Leach mit 4 Wickets für 84 Runs. England hatte eine Vorgabe von 388 Runs und verlor zunächst bis zum Ende des Tages beim Stand von 30/0 kein Wicket. Am fünften Tag konnte sich zunächst Zak Crawley etablieren, der 77 Runs erzielte. Es folgten Kapitän Joe Root mit 24 und Ben Stokes mit einem Half-Century über 60 Runs. Mit Jonny Bairstow konnte sich ein weiterer Spieler etablieren und als dieser nach 41 Runs und Jack Leach nach 26 Runs ihr Wicket verloren, waren es Stuart Broad und James Anderson die zwei Over überstehen mussten um das Remis zu sichern, was ihnen gelang. Bester Bowler für Australien war Scott Boland mit 3 Wickets für 30 Runs. Als Spieler des Spiels wurde Usman Khawaja ausgezeichnet.

### Fünfter Test in Perth
| 14. – 16. Januar Scorecard | Perth | Australien 303 (75.4) & 155 (56.3) | – | England 188 (47.4) & 124 (38.5) |
|                            |       | Australien gewinnt mit 146 Runs    |   |                                 |

England gewann den Münzwurf und entschied sich als Feldmannschaft zu beginnen. Nachdem der Tag mit Regenfällen begann und dann Australien früh seine beiden Eröffnungs-Batter verloren hatte, konnte sich Marnus Labuschagne etablieren, der mit Travis Head einen Partner fand. Labuschagne schied nach 44 Runs aus und wurde durch Cameron Green ersetzt. Zusammen erzielten Head und Green eine Partnerschaft über 121 Runs, bevor Head nach einem Century über 101 Runs aus 113 Bällen sein Wicket verlor. Für diesen kam Alex Carey hinein und nachdem Green nach einem Fifty über 74 Runs ausgeschieden war, endete der Tag beim Stand von 241/6. Am zweiten Tag fand Carey mit Nathan Lyon einen Partner. Carey schied nach 24 Runs aus und nachdem Lyon nach 31 Runs sein Wicket verloren hatte, endete das Innings. Beste englische Bowler waren Stuart Broad mit 3 Wickets für 59 Runs und Mark Wood mit 3 Wickets für 115 Runs. Für England begann Eröffnungs-Batter Zak Crawley mit dem dritten Schlagmann Dawid Malan eine Partnerschaft. Crawley schied nach 18 Runs aus und wurde durch Kapitän Joe Root ersetzt. Malan schied nach 25 Runs aus und kurz darauf auch Root nach 34 Runs. Auch weitere Spieler hatten es schwer sich zu etablieren. Der hineinkommende Ollie Pope verlor nach 14 Runs sein Wicket, Sam Billings nach 29 und Chris Woakes nach 36 Runs. Mark Wood war der letzte Spieler der nach 16 Runs ausschied, als England einen Rückstand von 115 Runs hatte. Beste Bowler für Australien waren Pat Cummins mit 4 Wickets für 45 Runs und Mitchell Starc mit 3 Wickets für 53 Runs. Australien verlor früh drei Wickets, bevor der Tag beim Stand von 37/3 endete. Am dritten Tag erzielte Steve Smith 27 Runs, bevor sich eine Partnerschaft zwischen Cameron Green und Alex Carey etablierte. Green schied nach 23 Runs aus und Carey verlor nach 49 Runs sein Wicket. Kapitän Pat Cummins konnte zum Abschluss noch 13 Runs hinzufügen, bevor das Wicket mit einer Vorgabe von 271 Runs endete. Beste Bowler für England waren Mark Wood mit 6 Wickets und 37 Runs und Stuart Broad mit 3 Wickets für 51 Runs. England begann mit Rory Burns und Zak Crawley, denen zusammen eine Partnerschaft über 68 Runs gelang. Nachdem Burns nach 26 Runs ausgeschieden war, folgte ihm Dawid Malan mit 10 Runs, bevor auch Crawley nach 36 Runs sein Wicket verlor. Von den verbliebenen Battern konnten nur noch Joe Root und Mark Wood mit jeweils 11 Runs eine zweistellige Run-Zahl erreichen und so endete das Spiel mit einem Rückstand von 146 Runs. Für Australien konnten drei Bowler jeweils 3 Wickets erzielen: Scott Boland für 18 Runs, Cameron Green für 21 Runs und Pat Cummins für 42 Runs. Als Spieler des Spiels wurde Travis Head ausgezeichnet.

## Auszeichnungen

### Player of the Series
Als Player of the Series wurden der folgende Spieler ausgezeichnet.
| Serie | Player of the Series |
| ----- | -------------------- |
| Test  | Travis Head          |

### Player of the Match
Als Player of the Match wurden die folgenden Spieler ausgezeichnet.
| Spiel   | Player of the Match |
| ------- | ------------------- |
| 1. Test | Travis Head         |
| 2. Test | Marnus Labuschagne  |
| 3. Test | Scott Boland        |
| 4. Test | Usman Khawaja       |
| 5. Test | Travis Head         |